# C-133 (航空機)
C-133 カーゴマスター
C-133B カーゴマスター
- 用途：戦略輸送
- 分類：輸送機
- 製造者：ダグラス
- 運用者： アメリカ合衆国(空軍、NASA)
- 初飛行：1956年4月23日
- 生産数：50機
- 運用開始：1957年8月
- 退役：1971年
- 運用状況：退役

C-133は、アメリカ合衆国のダグラス社が開発したターボプロップ4発の戦略輸送機。愛称はカーゴマスター(Cargomaster)。広い胴体内貨物室を活かして、アメリカ空軍唯一の弾道ミサイル運搬機としても活躍した。

## 概要
第二次世界大戦中から戦略輸送機の必要性を認識していたアメリカ軍は、第二次世界大戦終結後の1946年にC-74 グローブマスター、1950年にC-124 グローブマスターIIなどの大型輸送機を計画的に調達していた。これら大型輸送機の運用実績を踏まえ、アメリカ空軍は1950年代前半にダグラス社へ新型ターボプロップ輸送機の開発を指示した。ダグラス社へ要求されたのは、超大型輸送機XC-132の開発と空軍兵站輸送システムSS4021に沿った設計のDTS-1333の2種類だった。
XC-132の開発はダグラス社のタルサ工場で実物大モックアップの製作段階まで進んだが、搭載予定のプラット・アンド・ホイットニー製YT57ターボプロップエンジンが技術的な理由などによって開発中止となったことから、XC-132もキャンセルされてしまった。一方のDTS-1333は、当初C-124輸送機を与圧キャビン化した発達型を考えていたが、アメリカ空軍からの要求で高翼低床式の機体で、ローディングランプを備えることが条件とされたことから新規に設計が始められた。
1953年12月にはモックアップ審査に合格してC-133 カーゴマスターの制式名称が与えられ、1954年に12機が発注された。C-133は試作機なしの生産契約が結ばれ、量産初号機は1956年2月2日にロールアウトし、4月26日にダグラス社のロングビーチ工場で初飛行している。
1957年8月にデラウェア州ドーバー空軍基地の第1607航空輸送航空団(1607ATW)へ配備され、まず大西洋管区で運用されることになった。1958年10月にはトラヴィス空軍基地に配備され、太平洋管区でも運用されるようになっている。1959年には胴体延長型のC-133Bが15機発注され、完全に組み立てたHGM-16 アトラス、HGM-25A タイタン、PGM-17 ソー弾道ミサイルをそのまま搭載できるようになっている。
C-133はアメリカ空軍唯一のミサイル運搬機としても活躍したが、機体の疲労問題と後継機のC-5A ギャラクシー戦略輸送機の配備に伴って1971年にアメリカ空軍から全機が退役した。

## 派生型
C-133A
初期生産型。
C-133B
後部カーゴドアが左右開きに変更された型。

## 性能諸元
出典: The Aviation Zone (2005). "C-133 Cargomaster Specifications". Retrieved 28 August 2005.
諸元
- 乗員: 6名
- ペイロード: 50,000 kg (110,000 lb)
- 全長: 48.02 m (157 ft 7 in)
- 全高: 14.71 m (48 ft 3 in)
- 翼幅: 54.77 m (179 ft 8 in)
- 翼面積: 248.32 m2 (2,672.9 sq ft)
- 空虚重量: 49,631 kg (109,418 lb)
- 最大離陸重量: 130,000 kg (290,000 lb)
- 動力: プラット・アンド・ホイットニー T34-P-9W ターボプロップエンジン、5,593 kW    × 4

性能
- 最大速度: 578 km/h (312 kn)
- 巡航速度: 512 km/h (276 kn)
- 航続距離: 6,590 km (3,560 nmi)  (ペイロード 23.6t時)
- 実用上昇限度: 9,130 m (29,950 ft)

## 参考資料
- 『航空ファン別冊 No.32 アメリカ軍用機1945〜1986 空軍編』 文林堂